# Эль-Хиндав
Эль-Хиндав (араб. الهنداو‎) — деревня в Египте, расположенная в оазисе Дахла в мухафазе Вади-эль-Гедид.
В окрестностях деревни известны случаи спонтанного возгорания тёплых газов. Проведённые здесь исследования показали, что причинами возгараний являются не вулканическая или сейсмическая активность, а химические реакции, такие как окисление пирита воздухом или грунтовыми водами и горение органических веществ. Основным продуктом, который выделяется в результате процессов, является сероводород, который при вдыхании в больших количествах наносит вред дыхательной и нервной системам.